# St. Michaelis (Menteroda)

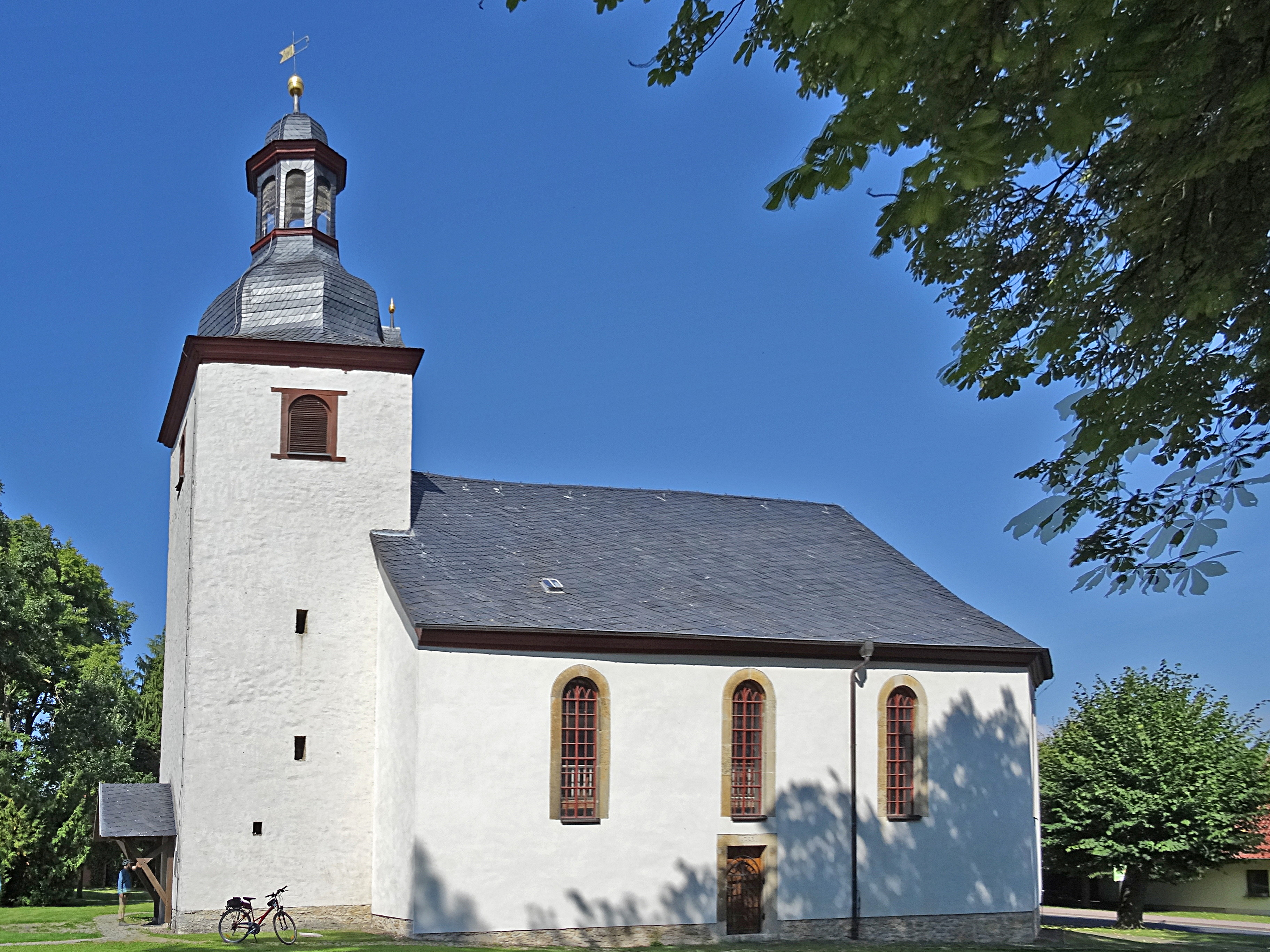
St. Michaelis

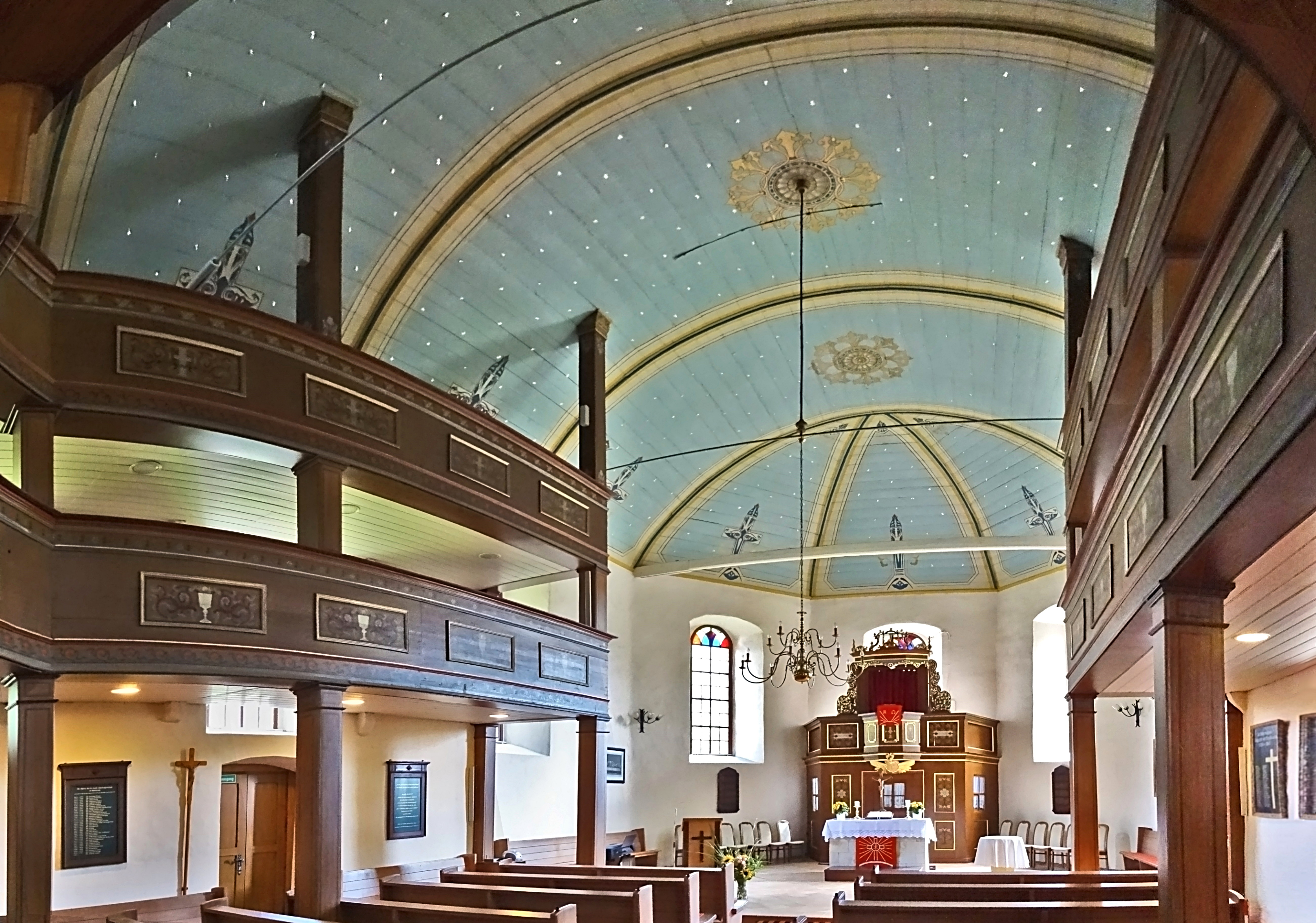
Innenansicht

Die evangelische Kirche St. Michaelis steht im Ortsteil Menteroda der Gemeinde Unstruttal im Unstrut-Hainich-Kreis in Thüringen.

## Geschichte
Im Jahr 1506 wurde eine Kirche im Ort erstmals erwähnt. An deren Stelle wurde zwischen 1556 und 1562 mit Unterstützung des Herzogs Johannes Friedrich des Mittleren eine Holzkirche errichtet.
Der Grundstein zur steinernen Kirche in seiner heutigen Gestalt wurde 1716 gelegt; ihre Einweihung erfolgte 1722.
1828 und 1897 erfolgten Sanierungsmaßnahmen, von denen die Ausmalung bis heute erhalten ist. 1860 wurde der vergoldete Turmknopf aufgesetzt.
1989 begannen denkmalpflegerische Verbesserungen unter Aufsicht der Denkmalpflege. Am 19. August 1995 fand die Wiedereinweihung und die Verleihung des Patroziniums St. Michael statt.

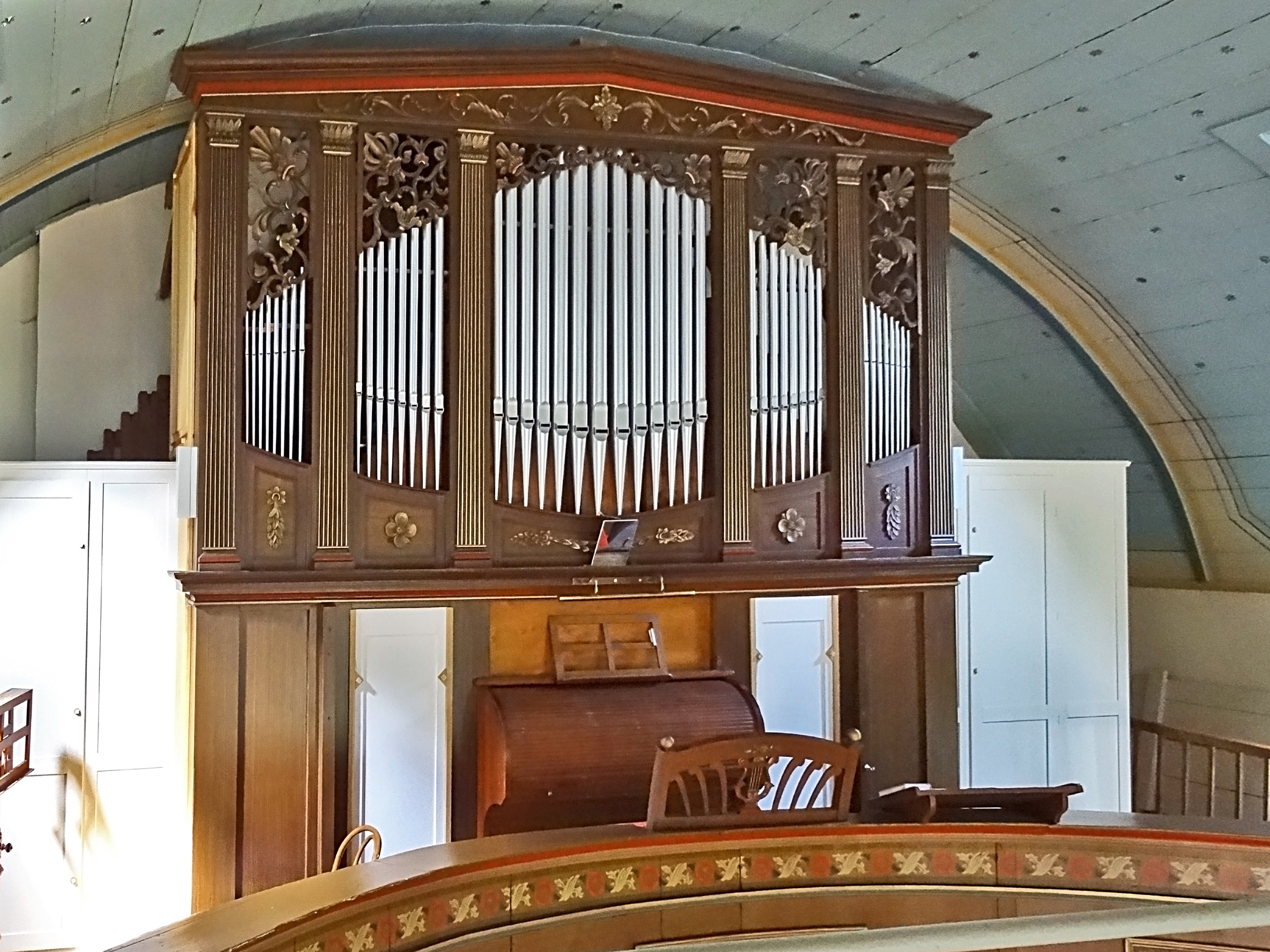
Die Orgel

## Orgel
Die Orgel mit 17 Registern, verteilt auf 2 Manuale und ein Pedal, wurde 1938 von Wiegand Helfenbein gebaut. 2013 wurde die Orgel restauriert durch Orgelbau Kutter. Die Disposition lautet wie folgt:
| I Hauptwerk C–g3 |     |
| Bordun           | 16′ |
| Principal        | 8′  |
| Hohlflöte        | 8′  |
| Gamba            | 8′  |
| Oktave           | 4′  |
| Flöte            | 4′  |
| Oktave           | 2′  |
| Mixtur IV        | 2′  |

| II Hinterwerk C–g3 |    |
| Salicional         | 8′ |
| Flöte traverso     | 8′ |
| Lieblich Gedackt   | 8′ |
| Geigenprincipal    | 4′ |
| Kleingedackt       | 4′ |
| Waldflöte          | 2′ |

| Pedalwerk C–f1 |     |
| Violon         | 16′ |
| Subbass        | 16′ |
| Prinzipalbass  | 8′  |
| Flötenbass     | 4′  |

- Koppeln:
  - Normalkoppeln: II/I, I/P, II/P
  - Superoktavkoppeln: II/I
  - Suboktavkoppeln: II/I
- Spielhilfen: Walze, eine Freie Kombinationen, Fest Kombinationen: Piano, Forte, Tutti